# Jessica Abel
Pour les articles homonymes, voir Abel (homonymie).
Jessica Abel, née à Chicago en 1969, est une auteure de bande dessinée américaine.

## Biographie
Elle commence à dessiner des bandes dessinées à l'université de Chicago. En 1992, elle présente une impression maison de son comix Artbabe à Fantagraphics lors de la Chicago Comics Convention, sans succès. En 1994, elle reçoit un prix de la fondation Xeric et en 1996, elle publie toujours Artbabe (un numéro par an) et finit par attirer l'attention de Fantagraphics qui est, depuis, son éditeur. 

En 2005, elle termine La Perdida, un récit de fiction qui se passe au Mexique.
En parallèle de son activité d'auteure Jessica Abel enseigne dans la section bande dessinée de l'école School of Visual Arts de New York. Elle est mariée à l'auteur Matt Madden, également enseignant dans la même école. Ensemble, ils signent deux manuels de bandes dessinées, Drawing Words & Writing Pictures et Mastering Comics. Le couple dirige la collection annuelle Best American Comics.
En 2015, elle publie le premier tome d'une nouvelle trilogie de science-fiction directement en français, Trish Trash, rollergirl sur Mars, chez les éditions Dargaud. Trish n'a qu'un seul rêve quitter cette planète poussiéreuse malmenée par les diktats d'une grande entreprise, elle n'a alors qu'une solution devenir une star de roller derby. En 2017, la bande dessinée et nommée dans la catégorie Publication pour les adolescents (13-17 ans) aux Prix Eisner.

## Publications

### Albums
- Radio : An Illustrated Guide, Jessica Abel et Ira Glass, WBEZ Alliance, 1999,  (ISBN 0967967104)
- Mirror, Window : An Artbabe Collection, Jessica Abel, Fantagraphics Books, 2000,  (ISBN 1560973846)
- Soundtrack : Short Stories 1989-1996, Jessica Abel, Fantagraphics Books, 2001,  (ISBN 1-560-97430-3)
- La Perdida, Jessica Abel, Pantheon Books, 2006,  (ISBN 2847899235)
- Ouvert la nuit,  Jessica Abel, Gabe Soria et Warren Pleece, Dargaud, 2008,  (ISBN 2205061372)
- Life Sucks, Jessica Abel, Gabe Soria et Warren Pleece, First Second, 2008,  (ISBN 1596431075)
- Trish Trash : Rollergirl of Mars, Jessica Abel, Dargaud, 2015,  (ISBN 2205063588)

### Manuels de bande dessinée
- Drawing Words and Writing Pictures, Jessica Abel et Matt Madden, First Second, 2008,  (ISBN 1596431318)
- Mastering Comics, Jessica Abel et Matt Madden, First Second, 2012,  (ISBN 1596436174)

## Distinctions
- 1994 : Prix de la fondation Xeric
- 1997 : Prix Harvey du meilleur nouveau talent
- 1997 : Prix Kimberly Yale du meilleur nouveau talent pour Artbabe
- 2006 : Prix Harvey de la meilleure nouvelle série pour La Perdida